# إبراز اللفظين
إبراز اللفظين عند البلغاء هو أن يأتي الشاعر في لفظ مشترك على نحو يكون معناه مرة محبوسا وأخرى مقبولا. ومثاله في البيتين الفارسيين التاليين:
من يمينك اليم ظهر كما النار في منار ومن وجودك الجود ظهر كما الماء من الغمام فالمعنى المحبوس في يمين يم وفي منار نار وفي وجود جود، وفي غمام ماء. وأما المعنى المقبول فظاهر، كذا في جامع الصنائع.